# Roald Dahl's Esio Trot
Roald Dahl's Esio Trot (Um Amor de Estimação, no Brasil) é um telefilme britânico de 2015 dirigido por Dearbhla Walsh baseado na adaptação do livro homônimo do escritor Roald Dahl. É estrelado por Dustin Hoffman e Judi Dench. O filme foi exibido pela BBC One como parte de sua programação de Natal.

## Sinopse
Senhor Hoppy (Dustin Hoffman) é um aposentado solteiro que nutre uma paixão secreta por sua vizinha, a Senhora Silver (Judi Dench). O problema é que Mrs. Silver só tem olhos para Alfie, sua tartaruga de estimação.

## Elenco
- Judi Dench ... Sra. Lavinia Silver
- Dustin Hoffman ... Sr. Henry Hoppy
- James Corden ... o Narrador
- Richard Cordery ... Sr. Prigle
- Pixie Davies ... Roberta
- Geoffrey McGivern ... Atendente do Pet Shop
- Jimmy Akingbola ... Atendente do Pet Shop Owner
- Lisa Hammond .... Sra. Desmond
- Anna Cannings .... Sra. Court
- Joseph West ... Philip
- Katie Lyons ... a mãe de Philip
- Polly Kemp ... a mulher do ônibus
- Pik-Sen Lim ... Sra. Wu
- Salo Gardner ... Sr. Mavrokoukoudopolous
- Emily Ralph ... Garotinha

## Prêmios e indicações
| Ano  | Prêmio             | Categoria    | Indicado(a)    | Resultado |
| ---- | ------------------ | ------------ | -------------- | --------- |
| 2016 | Emmy Internacional | Melhor Ator  | Dustin Hoffman | Venceu    |
| 2016 | Emmy Internacional | Melhor Atriz | Judi Dench     | Indicado  |